# Julius Bernhard Stern
Julius Bernhard Stern   (Viena, 13 de maig de 1858 - Viena, 6 de gener de 1912), conegut per alguns com a Julius Stern II, fou un mestre de capella i compositor austríac.
És autor de les òperes Juan Galeazzo (Praga, 1891) i Narciss Rameau (Breslau, 1907), de les operetes Fürst Malakof (Viena, 1904) i Bum, Bum (Viena, 1896), i d'altres obres de menor importància.